# LoveLive! Sunshine!! Aqours 2nd LoveLive! HAPPY PARTY TRAIN TOUR
LoveLive! Sunshine!! Aqours 2nd LoveLive! HAPPY PARTY TRAIN TOUR是由Project LoveLive! Sunshine!!主办的日本巡回演唱会，同时也是偶像团体Aqours的第二次大型演唱会以及Aqours以及LoveLive!企划首次巡回演唱会。
本次演唱会分三次举行，分别于2017年8月5日和6日在名古屋市综合体育馆，2017年8月19日和20日在神户世界纪念馆以及2017年9月29日和30日在西武巨蛋举办。

## 演唱会概况
最先于Aqours的第一场演唱会《LoveLive! Sunshine!! Aqours First LoveLive! 〜Step! ZERO to ONE!!〜》的第二天披露了本次演唱会的信息并确定本次演唱会主题为“HAPPY PARTY TRAIN TOUR”。2017年3月30日，演唱会通贩信息公开，除以上场所外，官方亦在日本国内和国外的多个电影院设置了多个转播场。

## 海外转播场
为方便日本国外的爱好者们的观看，主办方在日本国外设置了多个转播场。
- 韩国

名古屋公演
- 首尔
  - MEGABOX Dongdaemun
MEGABOX Shinchon
- 大田
  - MEGABOX Daejeon
- 釜山
  - MEGABOX Pusan National Univ.

神户公演
- 首尔
  - MEGABOX COEX
- 大邱
  - MEGABOX Daegu
- 光州
  - MEGABOX Gwangju
- 大田
  - MEGABOX Daejeon

琦玉公演
- 首尔
  - MEGABOX Dongdaemun
MEGABOX Shinchon
MEGABOX COEX
- 大邱
  - MEGABOX Daegu
- 大田
  - MEGABOX Daejeon
- 水原
  - MEGABOX Yeongtong
- 高阳
  - MEGABOX KINTEX
- 台湾
  - 台北
    - VieShow Cinemas Taipei Hsin Yi

  - 台中
    - VieShow Cinemas Taichung Tiger City

  - 高雄
    - VieShow Cinemas Kaohsiung FE21

  - 林口
    - Vieshow Cinemas Linkou Mitsui Outlet Park

  - 台南
    - Vieshow Cinemas Tainan FE21（神户公演和琦玉公演）

  - 新竹
    - Vieshow Cinemas Hsinchu FE21（琦玉公演）
- 香港
  - the sky
嘉禾荃新天地
- 新加坡
  - GV Grand, Great World City

除了实时转播场次之外，主办方亦在2017年10月6日分别于中国大陆上海、广州以及美国、澳大利亚、新西兰、泰国和加拿大等地举办了多场上映会。

## 节目单
这里仅记录最后一场琦玉公演的节目单。

### Day1
开场视频
1. HAPPY PARTY TRAIN
2. MC1
3. 演唱：樱内梨子（CV.逢田梨香子）、国木田花丸（CV.高槻加奈子）、小原鞠莉（CV.铃木爱奈）
4. 演唱：黑泽黛雅（CV.小宫有纱）、黑泽露比（CV.降幡爱）
5. 演唱：渡边曜（CV.齐藤朱夏）、津岛善子（CV.小林爱香）
6. 演唱：高海千歌（CV.伊波杏树）、松浦果南（CV.诹访七香）
MC2
幕间映像1
7. MC3
8. Daydream Warrior
9. 幕间映像2
10. 演唱：CYaRon!（高海千歌（CV：伊波杏树）、渡边曜（CV：齐藤朱夏）、黑泽露比（CV：降幡爱））
11. LONELY TUNING
演唱：AZALEA（松浦果南（CV：诹访七香）、黑泽黛雅（CV：小宫有纱）、国木田花丸（CV：高槻加奈子））
12. Guilty Eyes Fever
演唱：Guilty Kiss（樱内梨子（CV：逢田梨香子）、津岛善子（CV：小林爱香）、小原鞠莉（CV：铃木爱奈））
采访视频
13. 青空Jumping Heart
14. SKY JOURNEY
MC4
15. MIRAI TICKET
16. Encore动画
17. MC5
LoveLive!!School Idol Festival All Stars宣传PV以及动画第二季PV
MC6

### Day2
开场视频
1. HAPPY PARTY TRAIN
2. MC1
3. 演唱：樱内梨子（CV.逢田梨香子）、国木田花丸（CV.高槻加奈子）、小原鞠莉（CV.铃木爱奈）
4. 演唱：黑泽黛雅（CV.小宫有纱）、黑泽露比（CV.降幡爱）
5. 演唱：渡边曜（CV.齐藤朱夏）、津岛善子（CV.小林爱香）
6. 演唱：高海千歌（CV.伊波杏树）、松浦果南（CV.诹访七香）
MC2
幕间映像1
7. MC3
8. Daydream Warrior
9. 幕间映像2
10. 演唱：CYaRon!（高海千歌（CV：伊波杏树）、渡边曜（CV：齐藤朱夏）、黑泽露比（CV：降幡爱））
11. GALAXY HidE and SeeK
演唱：AZALEA（松浦果南（CV：诹访七香）、黑泽黛雅（CV：小宫有纱）、国木田花丸（CV：高槻加奈子））
12. 演唱：Guilty Kiss（樱内梨子（CV：逢田梨香子）、津岛善子（CV：小林爱香）、小原鞠莉（CV：铃木爱奈））
采访视频
13. 青空Jumping Heart
14. SKY JOURNEY
MC4
15. MIRAI TICKET
16. Encore动画
17. MC5
LoveLive!!School Idol Festival All Stars宣传PV以及动画第二季PV，发布第三次演出信息。
MC6
18. Landing action Yeah!!

## BD与DVD
收录了演唱会实况的BD与DVD已于2018年4月25日发售，均仅收录琦玉公演的内容，名古屋公演和神户公演的内容则作为特典收录，共分为：
- 收录了第一天实况的Day1
- 收录了第二天实况的Day2
- 含有特典的收录了两日实况的“Memorial Box”（仅BD）

其中Memorial Box4月24日的初动销量位列Oricon公信榜第3位，到4月25日上升至第2位。